# Television i Italien
Television i Italien, de första TV-sändningarna inleddes den 3 januari 1954 av RAI. RAI startade en andra kanal 1961, Rai Due, varför den första fick namnet Rai Uno.
Italienarna var på 1970-talet tidiga med att tillåta privat lokal TV i kabelnäten och RAI förlorade monopolet 1976. Det uppkom dock kritik mot begränsningen till kabelnät, varför man tillät sändningar i etern. Detta ledde till kaos då hundratals nya kanaler startade. 1979 startade RAI sin tredje kanal, RAI Tre.
Vid 1980-talets början köpte Silvio Berlusconi några lokalkanaler och byggde av dessa upp tre rikstäckande kanaler: Canale 5, Rete 4 och Italia 1.

## Kanaler
- Rai 1
- Rai 2
- Rai 3
- Rai 4
- Rai 5
- Rai Movie
- Rai Premium
- Rai Gulp
- Rai Yoyo
- Rai Sport
- Rai News 24
- Rete 4
- Canale 5
- Italia1
- Italia2
- TopCrime
- Iris
- La5
- TgCom24
- La7
- La7d
- TV8 Italia
- Nove
- Boing